# McGrath (Alaska)

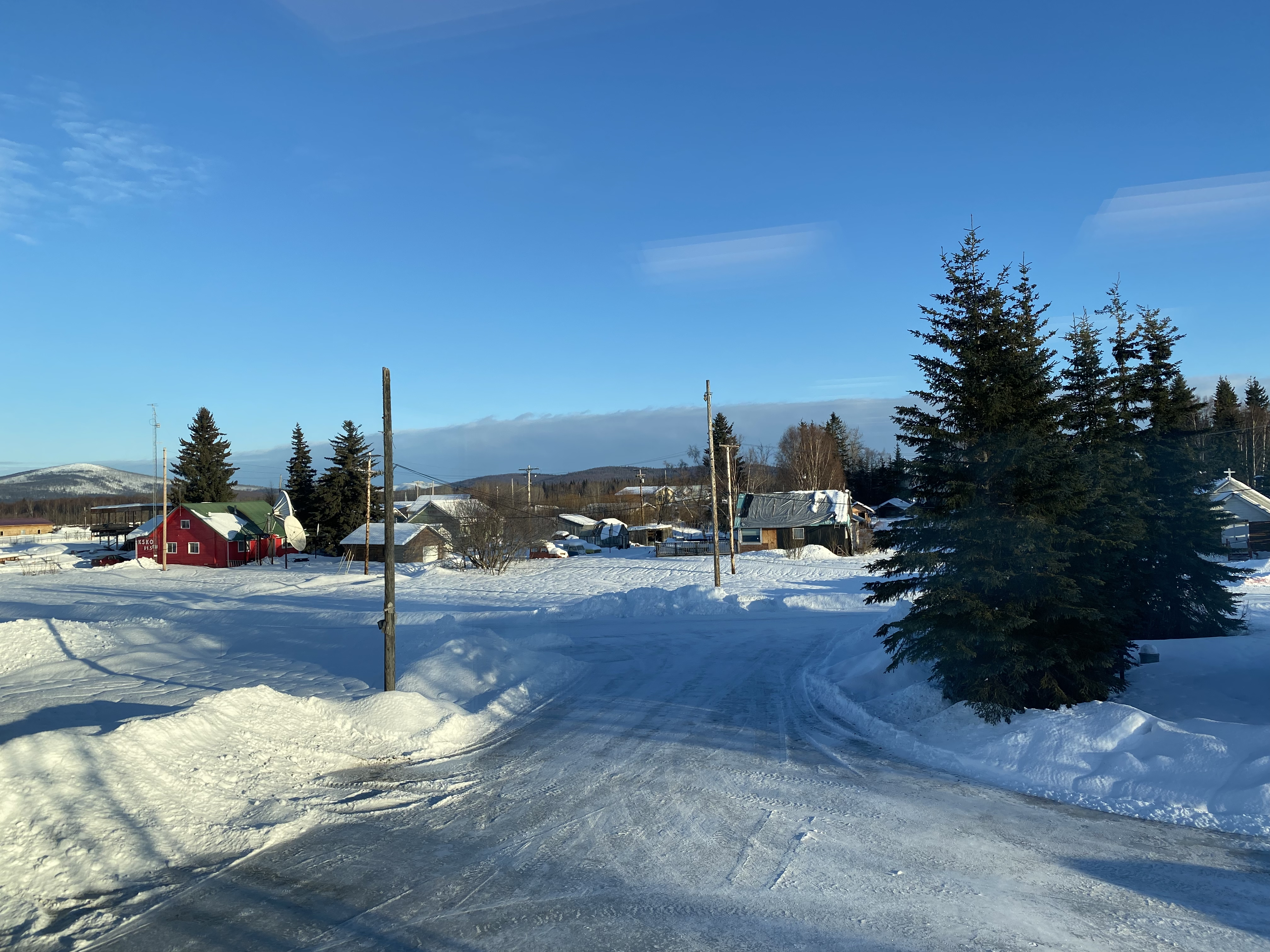
Foto van McCrath Alaska

McGrath is een plaats (city) in de Amerikaanse staat Alaska, en valt bestuurlijk gezien onder Yukon-Koyukuk Census Area.

## Demografie
Bij de volkstelling in 2000 werd het aantal inwoners vastgesteld op 401.
In 2006 is het aantal inwoners door het United States Census Bureau geschat op 360, een daling van 41 (-10.2%).

## Geografie
Volgens het United States Census Bureau beslaat de plaats een oppervlakte van
141,4 km², waarvan 126,6 km² land en 14,8 km² water.

## Plaatsen in de nabije omgeving
De onderstaande figuur toont nabijgelegen plaatsen in een straal van 136 km rond McGrath.